# Giulia Lama

Judyta i Holofernes, Gallerie dell’Accademia w Wenecji, ok. 1720

Giulia Lama (ur. ok. 1681 w Wenecji, zm. 7 października 1747 tamże) – włoska malarka.
Była prawdopodobnie córką weneckiego malarza Agostino Lamy (zm. 1714) i uczennicą Giovanniego Piazzetty. Jej życie i twórczość zostały słabo udokumentowane, malowała głównie obrazy o tematyce religijnej i historycznej. Prace malarki charakteryzuje dramatyczna kompozycja, wykorzystanie efektów światłocieniowych i dbałość o szczegóły anatomiczne przedstawianych postaci.
Giulia Lama była jedną z pierwszych kobiet artystów przedstawiających męskie akty.